# Notodoris
Notodoris Bergh, 1875 è un genere di molluschi nudibranchi della famiglia Aegiridae.

## Descrizione
Questi nudibranchi possono misurare più di 10 cm di lunghezza, hanno corpo allungato e irrigidito da spicole calcaree e si caratterizzano per l'assenza di svolazzi attorno al mantello. Le zone dorsali e laterali del corpo hanno aspetto rugoso con piccole protuberanze irregolari.
I rinofori sono lisci e retrattili. Le branchie sono presenti in due o tre gruppi e sono parzialmente protette da un'escrescenza situata proprio davanti alle branchie..

## Biologia
Si nutrono principalmente di spugne calcaree della famiglia Leucettidae come Pericharax spp. o Leucetta spp.

## Distribuzione e habitat
Questo genere si trova nella zona tropicale tra l'oceano indiano e il Pacifico occidentale, dall'arcipelago delle isole Mascarene all'Australia.
Il suo habitat è sulla sommità o lungo i pendii della scogliera esterna, e si trova prevalentemente tra la zona intertidale e i 20 metri di profondità.

## Tassonomia
Il genere comprende le seguenti specie:
- Notodoris citrina Bergh, 1875 - specie tipo
- Notodoris gardineri Eliot, 1906
- Notodoris lanzarotensis Moro & Ortea, 2015
- Notodoris minor Eliot, 1904
- Notodoris serenae Gosliner & Behrens, 1997